# 維多利亞州旗

長寬比: 1:2

長寬比: 1:2

維多利亞州旗是澳洲聯邦維多利亞州的象徵之一。維多利亞州旗的設計系基於藍船旗，但在旗幟的右側部分增加了南十字星圖案。南十字星圖案上還有一個皇冠，即聖愛德華皇冠。南十字星的五顆星星均為白色，形狀各不相同。維多利亞州旗的歷史可以追溯自1865年，在1870年成為州旗。維多利亞州旗的設計在歷史上經歷多次改變，最近的一次是在1953年（皇冠由都鐸皇冠改為聖愛德華皇冠）。

## 外部連結
- 世界旗帜网（FOTW）的Victoria
- Flags flown by HMVS Cerberus （页面存档备份，存于）